# غسان مخيبر
غسان إميل مخيبر، محام وحقوقي لبناني، ناشط في مجال حقوق الطفل والمرأة وقضايا التنمية والديموقراطية ومكافحة الفساد، من بيت سياسي عريق، عمّه النائب الراحل ألبير مخيبر. ولد غسان مخيبر في بيت مري في العام 1958، وانتخب نائبا لأول مرة خلفا لعمه في العام 2002 في الانتخابات الفرعية.

## دراسته وعمله
تلقى علومه قبل الجامعة في المدرسة العلمانية الفرنسية في بيروت، ثم أنهى دراسة الحقوق في جامعة القديس يوسف في بيروت سنة 1981 حاملاً إجازتها. ثم سافر للولايات المتحدة الأمريكية ونال الماجستير في الاختصاص نفسه سنة 1983 من جامعة هارفرد.
مارس المحاماة منذ سنة 1981، وألقى محاضرات في مادة حقوق الإنسان في جامعة القديس يوسف.

## في السياسة
انتخب نائباً عن قضاء المتن، في الانتخابات الفرعية، التي جرت سنة 2002، بعد وفاة النائب ألبير مخيبر، وأعلنت نيابته بقرار من المجلس الدستوري. وأعيد انتخابه في دورتي سنة 2005 و2009 عن نفس المقعد. 
وانتخب عضواً في لجنة البيئة، ومقرراً للجنة حقوق الإنسان وعضوا في لجنة الإدارة والعدل.

## العضويات
- ساهم في تأسيس جمعية الدفاع عن الحقوق والحريات وترأسها
- رئيس منظمة برلمانيون عرب ضد الفساد ورئيس الفرع اللبناني للمنظمة باسم مجموعة «برلمانيون لبنانيون ضد الفساد»
- عضو «الشبكة البرلمانية العالمية لمكافحة الفساد»
- رئيس مجموعة عمل برلمانية دولية متخصصة بالأخلاقيات السياسية والبرلمانية
- عضو «الشبكة البرلمانية عن البنك الدولي» وفي اللجنة التأسيسية للفرع العربي لهذه المنظمة الدولية. ·
- عضو منظمة برلمانيون للعمل الدولي، وهي منظمة تعمل بشكل خاص على تعزيز الديمقراطية وتفعيل المحكمة الجنائية الدولية. ·
- عضو الاتحاد البرلماني العالمي الأرثوذكسي.
- عضو مجلس إدارة "جمعية الدفاع عن الحقوق والحريات بعد ان كان عضو مؤسس ورئيسا لهذه الجمعية لسنوات طويلة.
- مؤسس وعضو المجلس الوطني في "المركز المدني للمبادرة الوطنية" وهو مركز ابحاث ودراسات ملتزم، يعمل على "صياغة مشروع "لبنان دولة مدنيّة".
- مؤسس ورئيس الجمعية البنانية لتطوير الموسيقى الأوركسترالية، وهي جمعية تعمل بالتعاون مع الكونسرفاتوار الوطني للموسيقى على نشر التعليم الموسيقي المجاني للنشأ اللبناني وتنظيمهم في اوركسترات محلية في مختلف المناطق اللبنانية.
- مقرر «لجنة الحريات العامة وحقوق الإنسان لدى نقابة المحامين في بيروت» (1996 – 2002)؛
- عضو «مرقب العيش المشترك» في جامعة البلمند (1996 – 1997)؛
- عضو مؤسس وعضو الهيئة الإدارية «للجمعية اللبنانية لتعزيز الشفافية – لا فساد» (2000 – 2002)؛
- عضو مؤسس في الجمعية المسماة «الشبكة اللبنانية لحل الخلافات» (1999)؛
- عضو مؤسس وعضو الهيئة الادارية في «الجمعية اللبنانية من اجل ديمقراطية الانتخابات» (1996)؛
- عضو اللجنة القانونية في جمعية مصارف لبنان (1995 - 1996)،
- عضو الهيئة الإدارية في جمعية «مهرجان البستان الدولي»؛
- عضو المفوضية العامة ثم مجلس العمدة في جمعية كشافة لبنان (1980 – 1989).

## وصلات خارجية
- الموقع الرسمي لغسان مخيبر نسخة محفوظة 28 يناير 2011 على موقع واي باك مشين.
- سيرة ذاتية لغسان مخيبر في موقع المجلس النيابي اللبناني